# 팡야
팡야(Pangya)는 골프를 소재로 한 온라인 게임이다. 엔트리브 소프트가 출시하였지만, 엔트리브 소프트와 손노리가 분사하기 전부터 제작이 되고 있었던 게임이다.
그동안 다른 형태의 게임은 있었으나, 온라인 골프 게임은 없었기 때문에 출시하면서 큰 파장을 일으킨 게임이기도 하다. 한편 SCE의 모두의 골프와 많이 닮았다는 논란을 불러오기도 하였다.
2016년 8월 29일부로 대한민국 내에서 서비스를 중지하였다.

## 요
팡야는 일본에 진출해서 성공한 몇 안 되는 대한민국의 온라인 게임 중 하나이다. 라그나로크와 마비노기 등과 같이 일본에서 크게 성공한 온라인 게임 중 하나로서, 게이머 취향에 맞춘 캐릭터의 디자인과 동작으로 많은 사용자를 확보하는 데 성공하였다. 주 수입원은 유료 아이템 판매이다.

## 연혁
- 2004년 4월 국내 오픈베타 서비스 시작
- 2004년 7월 WCG(World Cyber Games) 시범 종목으로 채택
- 2004년 11월 일본 정식 서비스 시작
- 2005년 팡야:시즌2 공개
- 2006년 7월 WCG(World Cyber Games) 시범 종목으로 채택
- 2006년 8월 팡야:시즌3 레볼루션 공개
- 2008년 2월 팡야:시즌4 딜라이트 공개
- 2009년 3월 한빛소프트와 계약이 종료되면서, 엔트리브 소프트 자체 퍼블리싱 서비스 시작[1]
- 2009년 12월 팡야, 오픈토너먼트 공개[2]
- 2011년 1월 제1회 팡야 월드 챔피언십 개최[3]
- 2011년 4월 팡야, 유나이티드 전환
- 2012년 1월 제2회 팡야 월드 챔피언십 개최
- 2012년 5월 팡야, 토마호크로 전환
- 2012년 12월 팡야, 챌린지로 전환
- 2014년 2월 팡야, grandprix로 전환
- 2014년 8월 팡야, Natural Wind로 전환
- 2016년 8월 대한민국 서비스 종료
- 2017년 11월 일본 서비스 종료

## 새로운 시즌 Natural Wind 와 관련된 이야기
2013년 일본에서 열린 팡야 유저 간담회에서 캐릭터 리뉴얼과 관련하여 전체적인 업데이트를 예고 했으며, 2014년 8월 28일 순차적 업데이트가 예정된다.
이번 업데이트는 단순 대대적인 업데이트가 아닌 기본 시스템 자체를 탈피하는 업데이트이고, 캐릭터 리뉴얼 또 한 그배경을 10년후로 설정하여 성숙한
이미지로 탈바꿈 된다는 것 그리고 신규유저 유입을 위해 팡야 기본 자체 시스템 자체를 바꾸어 게임을 즐길 수 있도록 중점을 두고 개발했다고 한다.

### 대회와 관련된 이야기
2004년 WCG 대회에서는 대한민국 팀이 금, 은, 동메달을 거머쥐었고 2006년에는 임제흠, 김석중 선수가 각각 금, 은메달을 차지하였다. 2006년 시즌3 오픈 당시 있었던 코오롱 하나은행 한국오픈의 마지막 날인 24일 특별 이벤트로 개최 된 팡야 한일 대항전에서는 양국의 대표선수들이 실력을 겨루어 일본 팀이 우승을 차지했다. WCG2006 이후 2010년 1회 2012년 2회 각각 태국과 일본에서 팡야월드컵(이하:PWC)가 개최되어 팀전과 개인전이 펼쳐졌으며, 1회 2회 모두 일본 팀 과 선수가 우승을 차지했다.

## 캐릭터
- 캐릭터의 목소리는 미라클 보이스 클럽과 익시드 보이스 클럽에 한해 나오는 음성 시스템이며, 이 성우들은 닌텐도 wii버전 스윙골프 팡야 2nd Shot!을 맡은 성우분들이다.(단 루시아부터 제외)

### 누리
(남성 전용 캐릭터)
- 성우 : 韓 - 황재경 / 日-마츠모토 메구미(松元恵)
- 연령 : 15세
- 경력 : 골프 1년
- 특기클럽 : 아이언
- 취미 : 태권도, 액션영화, 게임
- 계기

인간의 힘으로 가장 멀리 날릴 수 있는 걸 찾아 헤메다가 골프에 매력을 느껴 입문한 소년.
피핀이라는 시간 요정의 초대로 팡야를 알게 되고, 팡야섬 대회에 출전하기로 결심한다.
하지만 알고보면 먼 옛날 팡야섬을 마왕의 위협에서 구해낸 영웅의 자손.
```
파워   
█████████
9

컨트롤 
███████████
11

정확도 
██████
6

스핀　 
██
2

커브　 
██
2
```

### 하나
(여성 전용 캐릭터)
- 성우 : 韓 - 정선혜 / 日 - 우에다 카나(植田佳奈)
- 연령 : 14세
- 경력 : 골프 1년, 팡야 2개월
- 특기클럽 : 아이언
- 취미 : 머리 리본 수집, 패션잡지 정기 구독
- 계기

큐마의 초대를 받아 팡야섬에 찾아온 소녀이며, 누리와는 절친한 친구 사이.
```
파워   
█████████
9

컨트롤 
███████████
11

정확도 
██████
6

스핀　 
██
2

커브　 
██
2
```

### 아저
- 성우 : 韓 - 정승욱 / 日 - 챠후린(茶風林)
- 연령 : 41세
- 경력 : 골프장만 출입, 팡야 3개월
- 특기클럽 : 우드
- 취미 : 헬스, 고기, 맥주, 형사, 영화, 자전거(차가 없음)
- 계기

전직 경찰 출신으로, 로로의 초대를 받아 퍙야섬에 오게 되었다.
팡야에 입문한지 이제 3달도 되지 않았지만 마음만은 프로선수, 정의로운 성품을 지녔지만 성격이 급한 탓에 엉뚱한 행동으로 필드에 선보이는 경향이 적잖히 있다.
```
파워   
███████████
11

컨트롤 
████████
8

정확도 
█████
5

스핀　 
█████
5

커브　 
██
2
```

### 세실리아
- 성우 : 韓 - 이주희 / 日 - 나바타메 히토미(生天目仁美)
- 연령 : 27세
- 경력 : 팡야 8개월
- 특기클럽 : 우드
- 취미 : 독서(정치, 외교, 군사학, 공학 등등)
- 계기

마쉬나 족 1등 항해사로 실비아호에서 유명한 승무원.
정확한 방향 감각과 빠르고 명석한 두뇌를 갖추고 있으며, 기계를 다루는 것을 최고의 즐거움으로 생각하는 그녀이다.
```
파워   
██████████
10

컨트롤 
█████████
9

정확도 
██████
6

스핀　 
██
2

커브　 
██████
6
```

### 맥스
- 성우 : 韓 - 서윤선 / 日 - 타카하시 히로키(高橋広樹)
- 연령 : 23세
- 경력 : 테니스 9년, 팡야 1개월
- 특기클럽 : 우드
- 취미 : 수퍼카 수집, 바이크 라이딩, 경비행기 조종
- 계기

자타가 공인하는 영국의 탑 테니스 선수.
비행기가 사고로 추락하면서 코로스 크로노스 족의 도움으로 팡야섬에 오게 되었다.
팡야 세계에 온지는 1달이 넘었으며, 원래 세계로 돌아갈 마음은 보이지도 않는지 팡야 섬의 기계 문명에 관심을 갖게 된다.
그 후, 어렸을적 꿈이었던 전투기 비행사의 일생으로 다시 살 것을 결심하며, 이번 팡야 대회에 실비아 호 함장이 온다는 정보를 알게되어 팡야 대회에 출전하게 된다.
```
파워   
████████████
12

컨트롤 
██████████
10

정확도 
██████
6

스핀　 
█
1

커브　 
█
1
```

### 쿠
- 성우 : 韓 - 이주희 / 日 - 쿠기미야 리에(釘宮理恵)
- 연령 : 11세
- 경력 : 팡야 7개월
- 특기클럽 : 아이언
- 취미 : 대포 손질, 선원 괴롭히기, 인형&무기 수집
- 계기

팡야섬에서 악명 높은 해적선 루나툼의 선장.
독특한 취향으로 유명한 이 소녀는 팡야섬 바르토스 지역을 주름잡는 해적 집안의 외동딸이며, 행방물명된 아버지를 찾기 위해 팡야섬을 해매던 중 이번 팡야 대회가 열린다는 소식을 접하게 되는데….
```
파워   
██████████
10

컨트롤 
███████████
11

정확도 
███
3

스핀　 
████
4

커브　 
█
1
```

### 아린
(시즌 2의 등장한 캐릭터)
- 성우 : 韓 - 이지영 / 日 - 카와스미 아야코(川澄綾子)
- 연령 : 20세
- 경력 : 팡야 11개월
- 특기클럽 : 아이언
- 취미 : 요리
- 계기

팡야섬의 뛰어난 마술사 집안의 외동딸.
10년차 마술사인 그녀는 어떠한 계기로 맥스에게 첫눈에 반해 짝사랑을 하게 된다.
이번 팡야 대회 출전하게 된 이유 중 하나가 맥스가 참가한다는 걸 알았기 때문이라고….
```
파워   
███████████
11

컨트롤 
██████████
10

정확도 
█████████
9

스핀　 
██
2

커브　 
████
4
```

### 카즈
(시즌 3 / Revolution의 등장한 캐릭터)
- 성우 : 韓 - 이주창 / 日 - 미도리카와 히카루(緑川光)
- 연령 : 18세
- 경력 : 검술 12년, 팡야 3개월
- 특기클럽 : 모든 클럽
- 취미 : 칼 손질, 검술 수련, 명상
- 계기

기억을 잃어버린 루 족의 소년.
루 족은 예로부터 뛰어난 검술과 무서운 흑마법을 자유자재로 사용해온 저주 받은 부족으로 통하고 있다.
과거 영웅들에 의해 봉인 당한 대마왕의 후계자.
자신의 잃어버린 기억과 진실을 찾으려 하고 있으며,어떠한 이유인지는 몰라도 팡야 대회에 출전을 하게 된다.
```
파워   
████████████
12

컨트롤 
███████████
11

정확도 
████████
8

스핀　 
███
3

커브　 
███
3
```

### 루시아
(시즌 4 / Delight의 등장한 캐릭터)
- 성우 : 韓 - 이용신 / 日 - 노가미 유카나(野上ゆかな)
- 연령 : 17세
- 경력 : 인기 절정의 아이돌, 가수 1년차, 팡야 1개월
- 특기클럽 : 클럽에 대해서 잘 모름
- 취미 : 보석 수집
- 계기

요즘 인기 절정의 아이돌 가수.
수많은 팬들을 거느리고 있으며, 보석을 많이 밝힌다.
그래서인지 팡야 대회에 출전하게 된것도 보석 때문이라는 얘기가….
```
파워   
██████████
10

컨트롤 
███████████
11

정확도 
█████████
9

스핀　 
██
2

커브　 
███
3
```

### 넬
(오픈 토너먼트의 등장한 캐릭터)
- 성우 : 韓 - 정혜원 / 日 - 사와시로 미유키(沢城みゆき)
- 연령 : 8세 (실제나이 : 1세)
- 경력 : 팡야 1년 미만
- 특기클럽 : 모든 클럽
- 취미 : 공부
- 계기

마왕의 비밀을 간직한 꼬마아이.
팡야섬 최고의 마법사인 카디에의 제자로 자랐지만 정작 본인은 아무것도 모르는 듯.
가끔씩 드러나는 수상한 모습은 스스로도 눈치채지 못한 마왕의 힘인지, 아니면 남몰래 심어둔 카디에의 암시인지는 아무도 모른다.
```
파워   
████████████
12

컨트롤 
███████████
11

정확도 
███████
7

스핀　 
███
3

커브　 
██
2
```

### 스피카
(챌린지의 등장한 캐릭터)
- 스피카는 다른 캐릭터들과는 다르게 스피카만의 전용 보이스 클럽이 있으며 미라클 보이스 클럽과 마찬가지로 한정판매로 출시되었다.

미라클 보이스 클럽과 익시드 보이스 클럽보다 더 많은 양의 스피카의 목소리를 들을 수 있다. 물론 미라클 보이스 클럽과 익시드 보이스 클럽에서도 스피카의 목소리를 들을 수 있지만 스피카 전용 보이스 클럽보다는 대사가 적다.
- 성우 : 韓 - 서유리 / 日 - 우치다 마아야(内田真礼)
- 연령 : 16세(지구나이)
- 경력 : ?(스피카는 다른 캐릭터들과는 달리 경력이 얼마나 됐는지 나오지 않았다)
- 특기클럽 : 우드
- 취미 : ?
- 특기 : 과학

## 같이 보기
- 스윙골프 팡야 2nd 샷!
- 판타지 골프 팡야 포터블
- 박종윤 (롯데 자이언츠 1루수)